# Músculo extensor propio del meñique
El músculo extensor propio del meñique, también llamado musculus extensor digiti minimi, es un músculo del cuerpo humano que está situado en la región posterior del antebrazo. Se origina en el epicóndilo lateral del húmero, en la región externa del codo junto al músculo extensor común de los dedos, y se inserta en la primera falange del dedo meñique y en la porción más cubital del tendón del músculo extensor común de los dedos. Cuando se contrae provoca la extensión de la muñeca y la extensión de la primera falange del dedo meñique. Está inervado por el nervio interoseo posterior, rama del nervio radial.